# Кубок шейха Яссіма
Кубок шейха Яссіма (араб. كأس الشيخ جاسم) — футбольний клубний турнір в Катарі, який проводиться під егідою Футбольної асоціації Катару.

## Історія
Турнір започаткований у 1977 році. Першим переможцем став «Ас-Садд». На перших порах турнір складався з двох частин: групової та кубкової (ігор на виліт). Шляхом жеребкування 16 ((пізніше 18)) клубів розподілялись у 4 групах. Далі команди грали ігри між собою всередині груп в одне коло, тобто кожен клуб грав по одному разу з сусідами по групі. Команди, що зайняли за підсумками матчів перші місця в групах, виходили до півфіналу турніру. Там пари складались автоматично: перша команда групи А грала з першою командою групи С, а переможець групи D грав з переможцем групи B. У півфінальній і фінальній стадіях суперники грали між собою також один матч. Переможець фінальної зустрічі нагороджувався Кубком. У 1999 році організатори турніру вирішили долучити до змагань команди із другого за силою футбольного дивізіону Катару.
З 2014 року формат турніру був повністю змінений і став нагадувати стандартний Суперкубок. У турнірі стали брати участь лише 2 команди — чемпіон країни та володар Кубка Еміра Катару.

## Переможці
- 1977 : Ас-Садд[2]
- 1978 : Ас-Садд[2]
- 1979 : Ас-Садд[2]
- 1980 : Аль-Арабі (Доха)[2]
- 1981 : Ас-Садд[2]
- 1982 : Аль-Арабі (Доха)[2]
- 1983 : Катар СК[2]
- 1984 : Катар СК[2]
- 1985 : Ас-Садд[2]
- 1986 : Ас-Садд[2]
- 1987 : Катар СК[2]
- 1988 : Ас-Садд[2]
- 1989 : Аль-Вакра[2]
- 1990 : Ас-Садд[2]
- 1991 : Аль-Вакра[2]
- 1992 : Ар-Райян (футбольний клуб)[2]
- 1993 : Не проходив[2]
- 1994 : Аль-Арабі (Доха)[2]
- 1995 : Катар СК[2]
- 1996 : Аш-Шамаль[2]
- 1997 : Ас-Садд[2]
- 1998 : Аль-Вакра 2-0 Аль-Аглі (Доха)
- 1999 : Ас-Садд 3-2 Аль-Таавун
- 2000 : Ар-Райян (футбольний клуб) 2-0 Аль-Таавун
- 2001 : Ас-Садд[2]
- 2002 : Аль-Хор 1-0 Катар СК (д.ч.)
- 2003 : Аш-Шабаб 2-1 Аль-Вакра (д.ч.)
- 2004 : Аль-Вакра 1-1 Катар СК (3-1 пен.)
- 2005 : Аль-Гарафа 2-1 Аль-Аглі (Доха)
- 2006 : Ас-Садд 2-0 Ар-Райян
- 2007 : Аль-Гарафа 4-2 Ас-Сайлія (aet)[3]
- 2008 : Аль-Арабі (Доха) 3-0 Ар-Райян[4]
- 2009 : Умм-Салаль 2-0 Аль-Хор
- 2010 : Аль-Арабі (Доха) 1-0 Аль-Духаїль[5]
- 2011 : Аль-Арабі (Доха) 3-2 Умм-Салаль
- 2012 : Ар-Райян 1-0 Ас-Садд
- 2013 : Ар-Райян 2-0 Аль-Харайтіят
- 2014 : Ас-Садд 3-2 Аль-Духаїль[6]
- 2015 : Аль-Духаїль 4 - 2 Ас-Садд
- 2016 : Аль-Духаїль 2 - 0 Ар-Райян
- 2017 : Ас-Садд 4 - 2 Аль-Духаїль
- 2018 : Ар-Райян 1 - 1 Аль-Духаїль (5-3 пен.)[7]
- 2019 : Ас-Садд 1 - 0 Аль-Духаїль

## Титули
| Клуб        | Кількість перемог | Роки перемог                                                                             |
| ----------- | ----------------- | ---------------------------------------------------------------------------------------- |
| Ас-Садд     | 15                | 1977, 1978, 1979, 1981, 1985, 1986, 1988, 1990, 1997, 1999, 2001, 2006, 2014, 2017, 2019 |
| Аль-Арабі   | 6                 | 1980, 1982, 1994, 2008, 2010, 2011                                                       |
| Ар-Райян    | 5                 | 1992, 2000, 2012, 2013, 2018                                                             |
| Аль-Вакра   | 4                 | 1989, 1991, 1998, 2004                                                                   |
| Катар СК    | 4                 | 1983, 1984, 1987, 1995                                                                   |
| Аль-Гарафа  | 2                 | 2005, 2007                                                                               |
| Ад-Духаїль  | 2                 | 2015, 2016                                                                               |
| Еш-Шамаль   | 1                 | 1996                                                                                     |
| Аль-Хор     | 1                 | 2002                                                                                     |
| Умм-Салаль  | 1                 | 2009                                                                                     |
| Аль-Муайдар | 1                 | 2003                                                                                     |